# Guldpanna
Guldpanna (Metopothrix aurantiaca) är en fågel i familjen ugnfåglar inom ordningen tättingar.

## Utseende och läte
Guldpanna är en liten gulbrun fågel med helt unikt orangefärgat ansikte, som dock kan vara svårt att se. Tydligare i fält är de bjärt orangefärgade benen. Sången bestpr av en serie ljusa toner, likt en dvärgspett men lite mjukare.

## Utbredning och systematik
Fågeln förekommer från sydöstra Colombia till norra Bolivia och i västra Amazonas i Brasilien. Den behandlas som monotypisk, det vill säga att den inte delas in i några underarter.

## Levnadssätt
Guldpannan hittas i igenväxande ungskog, framför allt utmed floder. Där ses den enstaka eller i par, olikt många andra småfåglar i Sydamerika endast sällan i artblandade kringvandrande flockar.

## Status
Arten har ett stort utbredningsområde och beståndet anses stabilt. Internationella naturvårdsunionen IUCN listar den därför som livskraftig (LC).

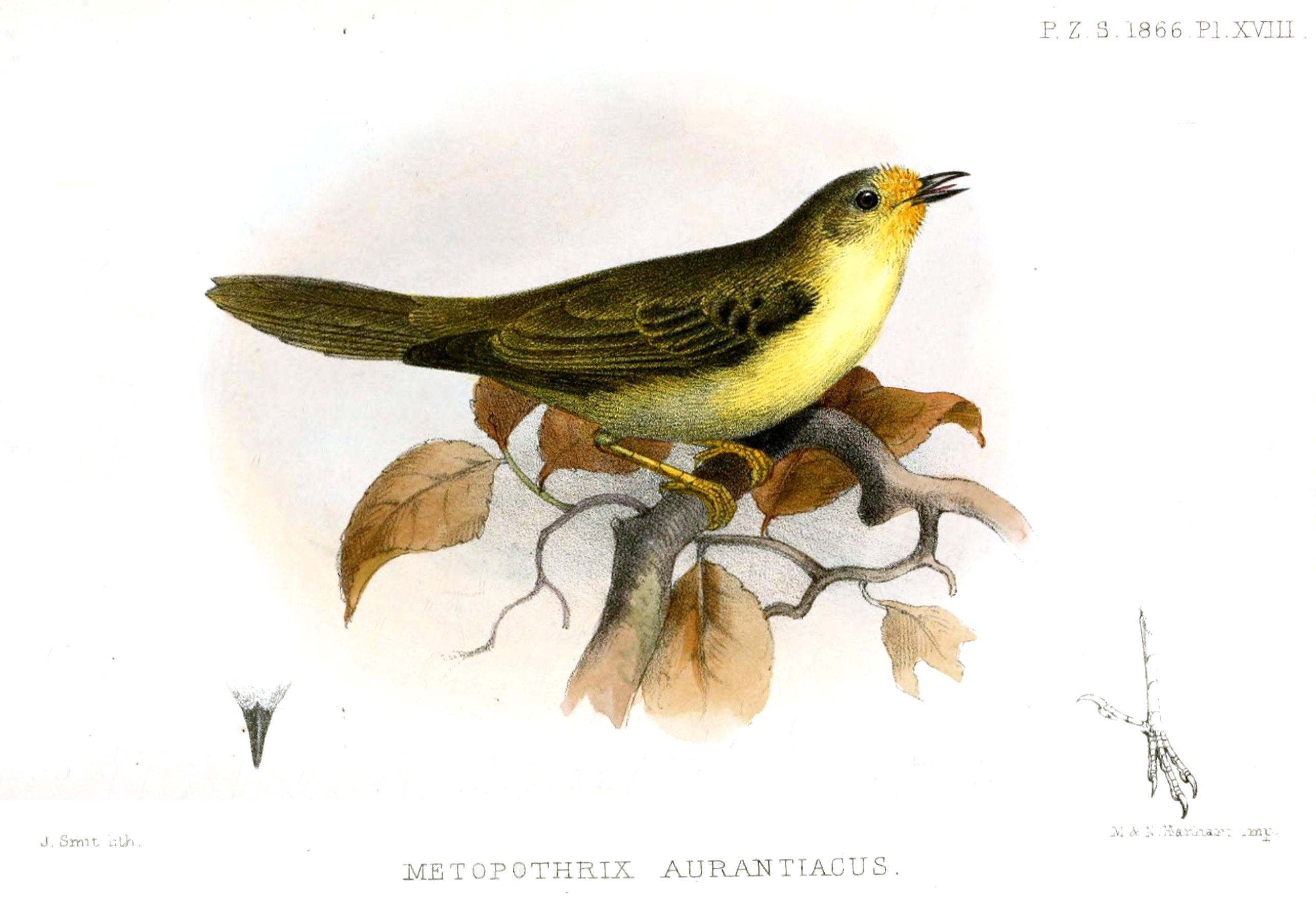